# Michele Riondino
Michele Riondino (Tarento, 14 de marzo de 1979) es un actor italiano.

## Biografía
Después de años de estudio en Puglia, se mudó a Roma para asistir a la Academia Nacional de Arte Dramático y comenzó a interpretar papeles en el teatro. Hizo su debut en la serie de televisión Distretto di polizia donde estuvo presente desde 2003 hasta 2005 durante tres temporadas. En 2006 recita en La freccia nera.
En el cine participa en Il passato è una terra straniera, en 2008 y en 2009 en Dieci inverni.
Desde 2012 ha sido el protagonista de la nueva serie de TV  Rai El joven Montalbano. En el mismo año regresó al teatro y también hizo su debut como director en la ópera La vertigine del Drago, de Alessandra Mortelliti con supervisión de los textos de Andrea Camilleri.
Está comprometido en su ciudad, Tarento, en el Comité de Ciudadanos y Trabajadores Libres y Pensadores: desde 2012 es el director artístico del concierto del 1 de mayo en Taranto, junto con Roy Paci y Diodato. En el 2015 es el protagonista de la miniserie "Pietro Mennea - La freccia del Sud". En 2017 interpreta a Giorgio Strehler en la película Diva!.
En 2018 fue el padrino del 75ª Festival Internacional de Cine de Venecia.
En 2023 es el protagonista de Los leones de Sicilia, serie de Disney+ en la que interpreta a Vincenzo Florio. Ese mismo año también debuta como director con su película Palazzina Laf, sobre el departamento de confinamiento de Ilva a finales de los años 90, que da nombre a la película. El guion está basado en una historia real que culminó en el primer juicio italiano por acoso laboral a los trabajadores.